# Leucadendron roodii
Leucadendron roodii är en tvåhjärtbladig växtart som beskrevs av Harry Bolus. Leucadendron roodii ingår i släktet Leucadendron och familjen Proteaceae. Inga underarter finns listade i Catalogue of Life.